# 菖蒲パーキングエリア
菖蒲パーキングエリア（しょうぶパーキングエリア）は、埼玉県久喜市菖蒲町下栢間にある首都圏中央連絡自動車道（圏央道）のパーキングエリアである。上下線集約型である。また、地上に建設された為、外部（市道）からも売店の利用が可能となっているが、パーキングエリアの性質上原則車の場合は高速道路からが主となる為に、駐車可能台数が限られている。

## 歴史
- 2013年（平成25年）12月24日：PA名称が「菖蒲PA」に正式決定[2]。
- 2015年（平成27年）10月31日：桶川北本IC - 白岡菖蒲IC間開通に伴い供用開始[3]。

## 施設

### 内回り（鶴ヶ島・八王子方面）
- 駐車場
  - 大型：35台
  - 小型：68台
  - 身障者用：2台
  - トレーラー：2台
- 駐車場（市道）
  - 小型：3台（7:00 - 21:00）

### 外回り（久喜白岡・つくば方面）
- 駐車場
  - 大型：35台
  - 小型：68台
  - 身障者用：2台
  - トレーラー：2台

### 上下集約
- トイレ[1]
  - 男性：大10(和式2・洋式8)・小24
    - オストメイト対応設備が設置されている[4]。
    - 男児用小便器あり
    - 子供用トイレあり

  - 女性：54(和式6・洋式48)
    - オストメイト対応設備が設置されている[4]。
    - 男児用小便器：2
    - 子供用トイレ(洋式)：2

  - 身障者用（多機能トイレ）：2
- 「SHOBU 花見 CHAYA」（日の丸サンズ運営） [1]
  - フードコート（7:00 - 21:00）
  - ショッピングコーナー（7:00 - 21:00）
  - センターテラス（土曜・休日およびハイシーズンのみ営業）
  - テイクアウト（9:00 - 18:00）
- ガスステーション（24時間）[1]
  - 出光興産（東日本宇佐美）[5]
- 給電スタンド（24時間）[6]
- 自動販売機（24時間）[6]
- 喫煙所[6]
- 自動体外式除細動器（AED）[6]
- ハイウェイ情報ターミナル[6]
- ETC履歴プリンタ（7:00 - 21:00）[6]
- ハイウェイスタンプ（7:00 - 21:00）[6]

## 隣
C4 首都圏中央連絡自動車道
(61)桶川加納IC - 菖蒲PA - (62)白岡菖蒲IC